# Йохан V фон Райнек
Йохан V фон Райнек (на немски: Johann V von Rheineck; * пр. 1404; † сл. 1423 или сл. 1460) е бургграф на замък Райнек на Рейн при Брайзиг в Рейнланд-Пфалц.

## Произход
Той е син на бургграф Хайнрих III фон Райнек († сл. 1390/сл. 1410) и съпругата му Ирмезинда фон Томберг († сл. 1382), дъщеря на Фридрих фон Томберг, господар на Ландскрон († 1420/1422) и Кунигунда фон Зинциг-Ландскрон († сл. 1374).
Фамилията „фон Райнек“ измира през 1539 г.

## Фамилия
Йохан V фон Райнек се жени пр. 1421 г. за Катарина фон Даун († сл. 1499), дъщеря на Дитрих V Млади, господар на Даун-Брух († 1410) и Луция фон Даун († сл. 1409). Те имат четирима сина:
- Дитрих бургграф фон Райнек (* пр. 1438; † 1471), бургграф на Райнек, женен за Метца фон Изенбург († 1470)
- Хайнрих фон Райнек (* пр. 1440; † сл. 1461)
- Петер фон Райнек-Брух (* пр. 1441; † 1478), бургграф на Райнек, господар на Брух-Томберг, женен I. за Бланшефлор Байер фон Бопард († пр. 1457), II. на 20 юни 1457 г. за Ева фон Ролинген († 15 май 1504)
- Йохан фон Райнек († сл. 1454), женен за Хилдегард фон Зирк (* пр. 1426; † сл. 1456)

Катарина фон Даун се омъжва втори път 1443 г. за Вилхелм Мор фон Валд († 1484/1485) и трети път след юни 1485 г. за Вилхелм фон Щайн († сл. 1499).